# Generalmusikdirektor
Generalmusikdirektor (GMD, direttore musicale generale) è un titolo tedesco per il direttore artistico di un'orchestra, un'istituzione o una città.

## Descrizione
Un direttore musicale (latino: director musices) era originariamente il titolo del responsabile della musica in una città in Germania e in Austria. Johann Sebastian Bach era direttore musicale a Lipsia, Georg Philipp Telemann e in seguito Carl Philipp Emanuel Bach erano direttori musicali ad Amburgo, Robert Schumann era direttore musicale a Düsseldorf.
Generalmusikdirektor è un titolo dato da città più grandi a una persona tipicamente responsabile di un'orchestra sinfonica e dell'opera. La prima persona con questo titolo fu Gaspare Spontini a Berlino nel 1819. Ai giorni nostri Daniel Barenboim è stato Generalmusikdirektor della Staatsoper Unter den Linden di Berlino dal 1992.